# Art and Life in America
Art and Life in America (en français Art et vie en Amérique) est un livre d'histoire d'Oliver W. Larkin publié en 1949 par Rinehart & Company, pour lequel son auteur a reçu en 1950 le prix Pulitzer d'histoire. Ce livre porte sur l'art et les artistes américains,,.

## Éditions
- Art and Life in America, New York, Rinehart & Company, 1949.